# Férel
Férel en idioma francés y oficialmente, Ferel en bretón,  es una localidad y comuna francesa en la región administrativa de Bretaña, en el departamento de Morbihan. 

## Demografía
| 1555 | 1619 | 1638 | 1891 | 2027 | 2050 |
| Para los censos de 1962 a 1999 la población legal corresponde a la población sin duplicidades (Fuente: INSEE [Consultar]) |      |      |      |      |      |

## Lugares de interés
- Iglesia Notre-Dame de Bon Garant, siglo XIX

## Personalidades relacionadas
Pierre Judtric. (1873-1935), originario de Sarzeau (véase La Turballe)